# Élections législatives salvadoriennes de 2012
Des élections législatives se sont tenues au Salvador le 11 mars 2012. Elles ont pour but d'élire 84 députés. Elles sont remportées par l’opposition, en l'occurrence l'Alliance républicaine nationaliste (ARENA), menée par l’ancien président Alfredo Cristiani, qui remporte 33 sièges contre 31 au Front Farabundo Martí de libération nationale (FMLN) — sur un total de 84.

## Résultats
Le Tribunal électoral suprême du Salvador confirme la victoire du parti d'opposition Alliance républicaine nationaliste aux législatives avec 33 sièges obtenus sur 84.
| Partis | Partis                                                | Voix      | %     | Sièges | +/-           |
| ------ | ----------------------------------------------------- | --------- | ----- | ------ | ------------- |
|        | Alliance républicaine nationaliste (ARENA)            | 897 054   | 39,80 | 33     | 1             |
|        | Front Farabundo Martí de libération nationale (FFMLN) | 827 522   | 36,72 | 31     | 4             |
|        | Grande alliance pour l'unité nationale (GANA)         | 217 447   | 9,65  | 11     | Nv.           |
|        | Parti de la conciliation nationale (PCN)              | 163 209   | 7,24  | 6      | 5             |
|        | Parti de l'espoir (PES)                               | 61 772    | 2,74  | 1      | Nv.           |
|        | Changement démocratique (CD)                          | 47 747    | 2,12  | 1      | en stagnation |
|        | PCN-PES                                               | 17 580    | 0,78  | 1      | 1             |
|        | Autres partis                                         | 52 750    | 2,34  | 0      | en stagnation |
|        |                                                       |           |       |        |               |
| Total  | Total                                                 | 2 253 696 | 100   | 84     | en stagnation |